# Eleonor de Floer
Essie Eleonora de Floer, född 4 november 1910 i Göteborg, död 1 oktober 1997 i Stensjöns församling i Mölndal, var en svensk skådespelare.
Hon debuterade 1916 som barnskådespelare i Georg af Klerckers Kärleken segrar och var därefter verksam under 1930-talet. de Floer kom att medverka i sammanlagt tio filmer fram till och med 1939. Hon är begravd på Kvibergs kyrkogård i Göteborg.

## Filmografi
- 1916 – Kärleken segrar
- 1933 – Farmors revolution
- 1934 – Fasters millioner
- 1935 – Ungkarlspappan
- 1936 – Ä' vi gifta?
- 1936 – Stackars miljonärer
- 1937 – En sjöman går iland
- 1938 – Adolf klarar skivan
- 1938 – Med folket för fosterlandet
- 1939 – Vi på Solgläntan

## Teater

### Roller (ej komplett)
| År   | Roll              | Produktion                                                                                  | Regi               | Teater                         |
| ---- | ----------------- | ------------------------------------------------------------------------------------------- | ------------------ | ------------------------------ |
| 1932 | En kammarjungfru  | Svindlare (La Banque Nemo) Louis Verneuil                                                   | Rudolf Wendbladh   | Helsingborgs stadsteater       |
| 1932 | Thérèse           | Fröken (Mademoiselle) Jacques Deval                                                         | Rudolf Wendbladh   | Helsingborgs stadsteater       |
| 1932 | Ebba Brahe        | Vi Ludvig Nordström                                                                         | Rudolf Wendbladh   | Helsingborgs stadsteater       |
| 1932 | Luise Schwalb     | Du och jag (Morgen geht's uns gut) Ralph Benatzky och Hans Müller-Einigen                   | Rudolf Wendbladh   | Helsingborgs stadsteater       |
| 1933 | Stella            | Kalle Karlssons knepigheter Oscar Rydqvist                                                  | Rudolf Wendbladh   | Helsingborgs stadsteater       |
| 1933 | Bertha            | Fadren August Strindberg                                                                    | Rudolf Wendbladh   | Helsingborgs stadsteater       |
| 1933 | Hortense          | Ungkarlspappan (The Bachelor Father) Edward Childs Carpenter                                | Albert Nycop       | Helsingborgs stadsteater       |
| 1933 | Curio             | Trettondagsafton (Twelfth Night, or What You Will) William Shakespeare                      | Rudolf Wendbladh   | Helsingborgs stadsteater       |
| 1933 |                   | En kvinna med flax Brita von Horn                                                           | Per-Axel Branner   | Folkteatern                    |
| 1934 | Carlotta          | En ungkarls moral (The Morals of Marcus Ordeyne) William Locke                              | Hugo Bolander      | Lilla Teatern                  |
| 1934 |                   | Förbjuden frukt (Spalierobst) Jörg Ritzel                                                   | Hugo Bolander      | Lilla Teatern                  |
| 1935 | Scampolo          | Gatungen (Scampolo) Dario Niccodemi                                                         | Hugo Bolander      | Lilla Teatern                  |
| 1935 | Marianne Skoglund | Oss flickor emellan Urban Orbi                                                              | Hugo Bolander      | Lilla Teatern                  |
| 1935 | Lilian Warmilton  | En tusan till flicka (Mädel von heute) Gustav Davis                                         | Hugo Bolander      | Lilla Teatern                  |
| 1935 | Syster Anne       | Sådant händer i de bästa familjer (In the Best of Families) Anita Hart och Maurice Braddell | Hugo Bolander      | Lilla Teatern                  |
| 1935 |                   | I natt eller aldrig Urban Orbi                                                              |                    | Lilla Teatern                  |
| 1935 |                   | Den lilla butiken (A méltóságos asszony trafikja) Ladislaus Bus-Fekete                      | Martha Lundholm    | Martha Lundholms turnésällskap |
| 1935 |                   | De förbaskade pengarna (Das verfl... Geld) Carl Rössler                                     | Martha Lundholm    | Martha Lundholms turnésällskap |
| 1936 | Lilli             | Skolka skolan (Unentschuldigte Stunde) Stefan Bekeff och Adorjan Stella                     | Carlo Keil-Möller  | Vasateatern                    |
| 1936 | Laura             | Gröna hissen (Fair and Warmer) Avery Hopwood                                                | Gösta Ekman        | Vasateatern                    |
| 1937 | Prinsessan Anne   | Kunglighet (The Queen’s Husband) Robert E. Sherwood                                         | Harry Roeck-Hansen | Blancheteatern                 |
| 1937 | Else              | Hans första premiär (Premieren) Svend Rindom                                                | Harry Roeck-Hansen | Blancheteatern                 |